# Salamat
Le Salamat est une des 23 régions du Tchad, elle a pour chef-lieu Am-Timan. La région est traversée du nord-est vers le sud-ouest par le cours d'eau Bahr Azoum, appelé Bahr Salamat sur son cours inférieur.

## Situation
La région est située au sud-ouest du pays, elle est frontalière de la République centrafricaine
| Guéra             | Sila    | Sila   |
| Moyen-Chari       | Salamat |        |
| Bamingui-Bangoran |         | Vakaga |

## Subdivisions
La région du Salamat est divisée en 3 départements :
| Département       | Chef-lieu | Sous-préfectures           |
| ----------------- | --------- | -------------------------- |
| Aboudeïa          | Aboudeïa  | Aboudeïa, Abgué, Am Habilé |
| Barh Azoum        | Am Timan  | Am Timan, Djouna, Mouraye  |
| Haraze-Mangueigne | Haraze    | Haraze, Mangueigne, Daha   |

## Démographie

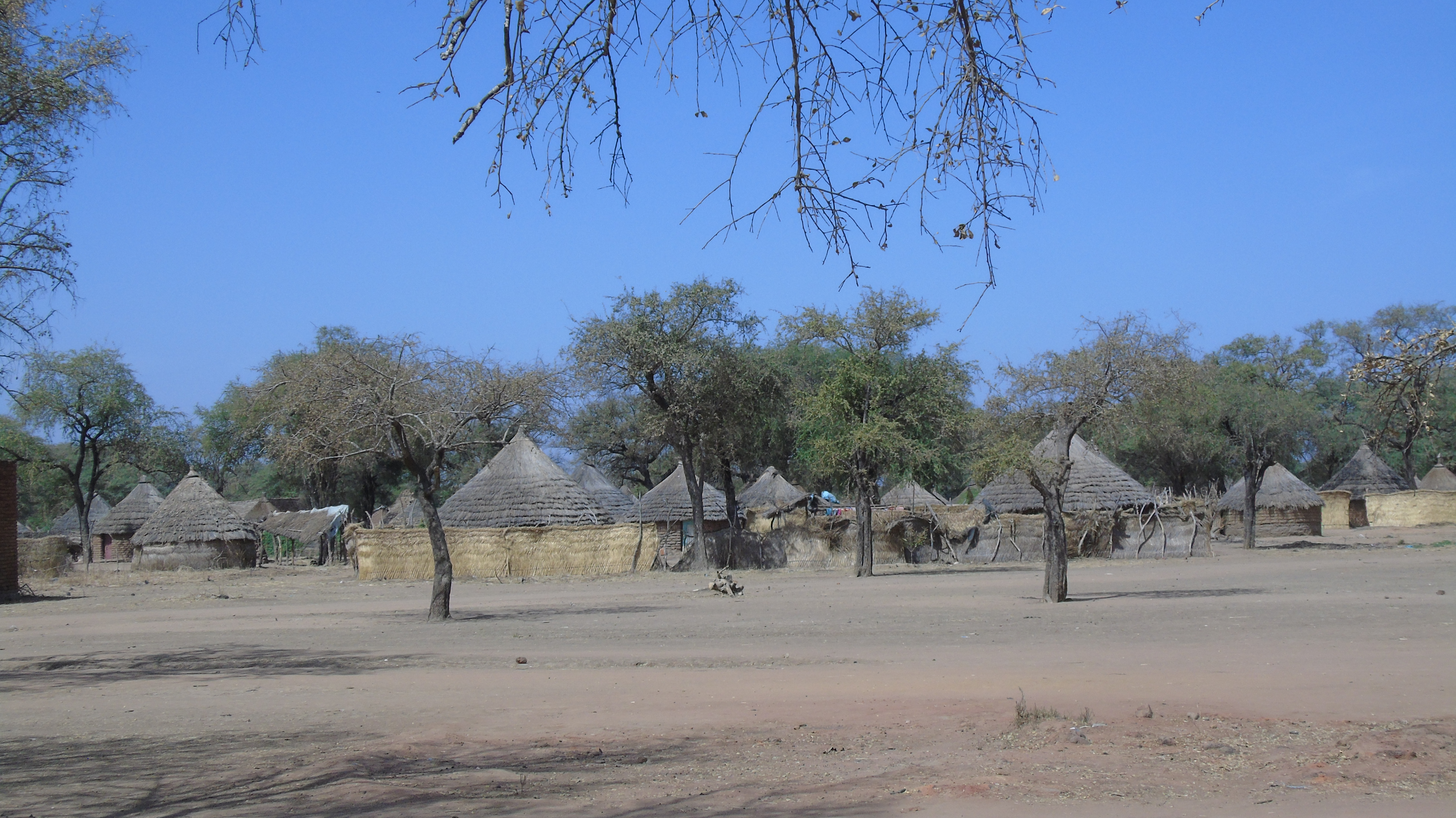
Cases à Goz Djarat.

Les groupes ethnico-linguistiques principaux sont les Arabes Salamat, Arabes Hemat, Arabes Rachid, les Arabes kolomat , les Kibets (dont les deux branches principales sont les Angreb et les Soumsoum), les Dagals, les Rounga, les Iyalnas et les Torams.
Par ailleurs, on trouve aussi des Sara-Kaba (plus nombreux dans la région voisine du Moyen-Chari).
La population de la région était de 308 605 habitants en 2009 (RGPH).
| 1968   | 1993    | 2000    | 2009    |
| ------ | ------- | ------- | ------- |
| 88 000 | 184 400 | 228 800 | 308 605 |

## Économie
Cultures vivrières, élevage, pêche, coton.

## Administration
Liste des administrateurs :
Préfets du Salamat (1960-2002)
- 1960 : xx

Gouverneurs du Salamat (depuis 2002)
- 2002 : xx
- ?-15 septembre 2008 : Mahamat Zene Al-Hadj Yaya
- 15 septembre 2008 : Mahamat Maouloud Izzadine
- 2018: Issakha Maloua Djamous [3]
- 2018:Adoum Fortey Amadou [4]

## Politique
Liste des députés :
Mahamat Ali Fadel ;
Assayid Gamar Sileck ;
Abakar Mahamat Nouradine